# 邵式军
邵式军（1909年—1964年），原名邵雲麟，祖籍浙江余姚，出生于上海，为台灣巡撫邵友濂之孙、著名詩人邵洵美五弟，曾为汪精卫政府苏浙皖税统局局长，后转投新四军，1949年后任职于山东省财政厅，1958年以反革命罪被捕，死在劳改农场。

## 生平
邵式军原名邵雲麟，祖籍浙江余姚，清宣统元年（1909年）出生于上海的一个官宦世家，祖父邵友濂曾任上海道台、台灣巡撫，外祖父盛宣怀。父亲邵恒是邵友濂次子，母亲盛樨蕙是盛宣怀的四女。他们生有六子一女，邵式军排行第五。大哥邵洵美曾留学剑桥大学，是著名唯美诗人。
邵式军系复旦大学肄业。1934年与国民党元老、浙江督军蒋百器之女蒋冬荣结婚后，由蒋冬荣舅舅、四明银行董事长吴启鼎推荐，出任福建省税务局稽查官。
抗战期间出任汪精卫政府苏浙皖税统局局长。邵式軍当汉奸后，曾两度遇刺，一次是在南京路，一次是乘火车途经山东时。
1941年12月太平洋战争爆发后，邵式军夫妇接受新四军冯少白的策反。此后，邵式軍多次捐助新四軍现钞、藥品、醫療器械、軍用物資，秘密运到新四军总部盐城，并建立秘密電臺，與中共保持聯係。
1945年8月15日日本投降时，重庆方面已知邵式军投共，周佛海奉命把邵式军骗出百老汇大厦，软禁在税警团副团长熊剑东家。邵式军被蒋冬荣救出，在1945年9月24日乔装逃出上海，和冯少白经青浦，在10月2日抵达苏北解放区首府淮阴，带去一箱金条数百条、现钞10多亿元，以及武器弹药。爱棠路80号（今余庆路80号）邵式军住宅被国民政府没收。先被国民党上海市党部主任吴绍澍接收。蒋冬荣向军统领导人戴笠控告，引发“劫收”争夺战，吴绍澍的副市长及市党部主任职务被撤。
1949年以后，邵式军先在扬州任职于苏北行署财政处。后调任山东省财政厅。1952年元月，三反运动中，邵式軍曾因涉嫌贪污在济南被捕，在大明湖畔隔离審查半年。1956年肃反运动中被审查，一度精神失常。1958年秋，邵式軍因涉嫌潘汉年事件，以反革命罪被捕。1964年春，邵式軍在廣饒縣勞改農場病死，年54歲。1980年平反。

## 家庭
- 妻子蔣冬榮（1909年-1952年7月21日），为国民党元老、浙江都督蒋百器之女，外祖父为旅日华侨商界领袖吴锦堂，1952年在邵式軍隔离審查期间病死。
- 儿子邵立。

## 住宅
邵式军在上海静安寺路邵公馆出生和成长，结婚后，和三哥邵云骏、四哥邵云麒均住在岳父蒋百器家。1937年出任苏浙皖税统局局长时，在南阳路租了几幢花园洋房，供自己和部下总务长、卫队长蒋大炜、蒋定一兄弟、姐姐邵云芝等人居住。随后在法租界爱棠路80号（今余庆路80号）建造现代建筑风格的三层白色平顶花园别墅，俗称“飞机楼”。建筑面积2700多平方米，花园占地1000多平方米。设有宽大的敞廊、露台和屋顶平台。1945年被国民政府没收，1949年后曾用作部队招待所、上海市精神文明建设委员会办公室等。现为上海市优秀历史建筑（编号XH-J-075-V）。
在青岛市八大关地区的荣成路3号，也有一座邵式军别墅，系单层乡村别墅，建于1930年。